# Pullblox
Pullblox, distribuito in Giappone come Hikuosu (引ク押ス?) e in America settentrionale come Pushmo, è un videogioco rompicapo sviluppato da Intelligent Systems e pubblicato nel 2011 da Nintendo per Nintendo 3DS.

## Modalità di gioco
Pullblox è videogioco rompicapo con elementi di platform tridimensionale.
Il gioco presenta un editor di livelli che ne permette la memorizzazione e lo scambio tramite codice QR.

## Sviluppo
Pullblox è stato sviluppato da Intelligent Systems, noto studio interno di Nintendo già autore di serie come Fire Emblem e WarioWare. Il gioco è stato diretto da Taku Sugioka e prodotto da Toshio Sengoku, con un team focalizzato sull’ideazione di un puzzle game accessibile ma profondo, pensato appositamente per la console Nintendo 3DS. Il titolo è stato concepito per sfruttare al meglio le potenzialità tridimensionali della console, integrando un gameplay basato sulla percezione della profondità e sull'interazione con blocchi mobili nello spazio. Oltre alla modalità principale, Pullblox include anche un editor chiamato “Pullblox Studio”, che permette ai giocatori di creare i propri livelli personalizzati e condividerli tramite codici QR, incoraggiando così la creatività e la diffusione di contenuti generati dagli utenti.

## Accoglienza
Pullblox ha ricevuto un’accoglienza estremamente positiva dalla critica videoludica internazionale. Il gioco è stato apprezzato per la sua originalità, la profondità del gameplay e la progressione ben calibrata della difficoltà.. Su Metacritic ha raggiunto un punteggio medio del 90%, venendo considerato uno dei migliori titoli scaricabili del 2011. IGN lo ha premiato come miglior gioco digitale dell’anno per Nintendo 3DS, evidenziando l’efficacia del suo level design e l’intuitività delle sue meccaniche. Anche la grafica, pur semplice, è stata apprezzata per la sua chiarezza visiva e per il sapiente utilizzo dell’effetto 3D, che risulta funzionale al gameplay. Molti recensori hanno elogiato la longevità del titolo, grazie alla presenza di oltre 200 livelli e alla possibilità di creare e condividere contenuti personalizzati, rendendo Pullblox un esempio riuscito di puzzle game moderno.